# Æthelred et Æthelberht
Pour les articles homonymes, voir Æthelred et Ethelbert.
Æthelred (ou Ethelred) et Æthelberht (ou Ethelbert, Ethelbricht) sont deux princes anglo-saxons du VIIe siècle. Issus de la maison royale du royaume de Kent, ils sont vénérés comme saints et martyrs par l'Église catholique. Leur histoire est rapportée par des textes hagiographiques remontant au XIe siècle, selon lesquels ils auraient été assassinés par leur cousin germain Ecgberht. Ce dernier aurait ensuite fondé un monastère à Minster-in-Thanet pour expier sa faute.

## Biographie
Les textes de la « légende de sainte Mildrith » rapportent qu'Æthelred et Æthelberht sont les fils d'Eormenred, lui-même le fils du roi Eadbald de Kent. Eormenred confie la garde de ses fils à son frère Eorcenberht, qui devient roi à la mort d'Eadbald. Encore enfants, ils sont assassinés par Thunor, un serviteur d'Ecgberht, fils et successeur d'Eorcenberht sur le trône du Kent. Afin d'expier le meurtre de ses cousins, Ecgberht finance la fondation d'une abbaye à Minster-in-Thanet. La première abbesse de ce monastère est une sœur des princes assassinés nommée Domne Eafe ou Æbbe selon les sources.

## Culte
Les reliques d'Æthelred et Æthelberht sont d'abord conservées à Wakering, dans le royaume des Saxons de l'Est. Au Xe siècle, l'évêque Oswald de Worcester les fait transférer à l'abbaye de Ramsey. Cette translation est commémorée le 17 octobre.
Les deux frères sont l'objet de deux hagiographies : la Passio SS Ethelberti atque Ethelredi regiae stirpis pueroru, rédigée vers l'an 1000 par le moine Byrhtferth de l'abbaye de Ramsey, et la Passio et translatio beatorum martyrum Ethelredi atque Ethelbri, rédigée entre 1050 et 1200. Ce texte, qui provient également de l'abbaye de Ramsey, est conservé dans le manuscrit Bodley 285 de la bibliothèque bodléienne, à l'université d'Oxford.